# 豊田裕也
豊田 裕也（とよだ ゆうや、1988年12月28日 - ）は、東京都出身の日本の元俳優である。当時は、スターダストプロモーションに所属していた。身長175cm。愛称はトヨ。趣味はスポーツ・映画鑑賞、特技はバレーボール・野球。
2010年9月29日付けの本人ブログにて、芸能界を引退することを発表した。引退の理由は、「俳優の他に実現させたい夢があり悩んだ結果、その道に進むことにした」とのこと。なお、その夢については具体的には明言されていない。

## 出演

### テレビドラマ
- 探偵Xからの挑戦状!「メゾン・カサブランカ」（2009年、NHK） - カーズィム高森 役

### 舞台
- ミュージカル テニスの王子様（2007年 - 2009年） - 大石秀一郎 役
  - The Progressive Match 比嘉 feat.立海
  - Dream Live 5th
  - The Imperial Presence 氷帝 feat.比嘉
  - The Treasure Match 四天宝寺 feat. 氷帝
  - Dream Live 6th
- 義経-YOSHITSUNE-（2008年）
- ダブルブッキング（2010年）

### CM
- ハウス食品「バーモントカレー」（2000年）
- TSUTAYA（2003年 - 2004年）
- 花王「クリアクリーン」（2004年）

### ミュージックビデオ
- Bivattchee「太陽の真ん中へ」（2005年）
- スピッツ「つぐみ」（2010年）

### その他
- JSコーポレーション「進学情報誌」カタログモデル（2007年）

| スタブアイコン | サブスタブ | この項目は、まだ閲覧者の調べものの参照としては役立たない、俳優（男優・女優）に関連した書きかけの項目です。この項目を加筆・訂正などしてくださる協力者を求めています（P:映画/PJ芸能人）。 |